# Acacia mackeyana
Acacia mackeyana é uma espécie de leguminosa do gênero Acacia, pertencente à família Fabaceae.